# サルゴン (アッカド王)
サルゴン（アッカド語：𒊬𒊒𒄀、アルファベッド表記：Šarrugi、在位：紀元前2334年頃 - 紀元前2279年頃）は、古代メソポタミアの王。アッカド帝国を建国した、古代オリエント政治史上最も重要な王の一人である。

## 在年数の問題
サルゴンの時代の年代決定は論争を呼ぶ分野であり、サルゴン自身の在位年数を含めて確定的ではない。紀元前2334年 - 紀元前2279年頃という在位年は中年代説によるが、低年代説や高年代説を採用した場合には数十年単位で在位年がずれる。更にいずれの説を採用した場合においてもなおサルゴンの在位年には正確さを欠く（詳細は年代学を参照）。

## サルゴンに関する史料
サルゴンの生きた時代の同時代資料は限られている。ラガシュやウンマ等の都市から同時代の楔形文字文書が出土しているが、年代決定が困難なため得られる情報は非常に少ない。
他に彼が建設したニップルのエンリル神殿に刻まれていた碑文をバビロニア時代に書き写したものが現存しており、サルゴンの業績についての情報が得られる。
また彼は古代オリエント世界において最も有名な王の一人となったため、彼に関する数多くの伝説や物語、文学作品が残されているが、それらがどの程度事実に基づいているのかは判然としない。
こういった条件のため、その知名度や業績に反して彼の治世について正確に分かる事は非常に限られている。

## 来歴

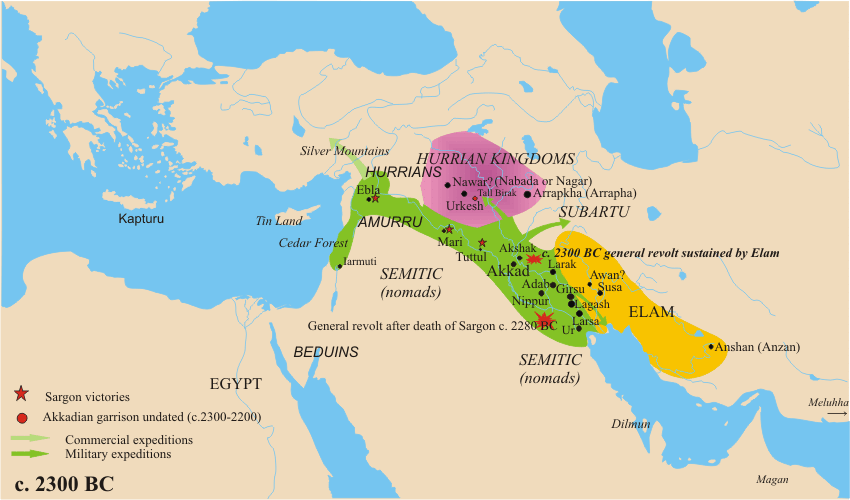
勢力図（紀元前2300年頃）

後世のサルゴン誕生伝説（後述）によれば、彼は生後すぐにユーフラテス川に流され、キシュの庭師に拾われて育ったとされるが、その史実性は定かではない。
サルゴンはアッカド市で王位を確立した後、シュメール諸都市を糾合していたウルク王ルガルザゲシを攻め、これを捕虜とした。それによってシュメールとアッカドを統一した。更にエラム地方に遠征し、アワン朝王（現ロレスターン州）を中心に連合した4人のエラムの王を打倒してこれを征服し、その北隣のシムルムも制圧した。
その後西方遠征に乗り出し、マリを始め、エブラ、アナトリア南東部の「銀の山」（タウルス山脈）、「レバノンスギの森」（アマヌス）を征服した。ただし、これらの西方遠征説話は、彼の孫のアッカド王ナラム・シンの物に非常に類似しており、ナラム・シンの業績がサルゴンに仮託されたものである可能性がある。
これらの業績によって彼は「上の海（地中海）から下の海（ペルシア湾）までを征服した王」と記録される。そして彼が作ったこの領域は史上初の帝国であるといわれる。この様な記述はルガルザゲシのそれを踏襲した物と考えられる。
娘のエンヘドゥアンナはウル市の月神ナンナの神官となり、賛歌などさまざまな文学作品を残している。サルゴンの長い治世の後、息子のリムシュがアッカド王位を継いだ。

## 王の称号
サルゴン時代に使用され後世に伝えられた王号の中でも重要な物に「世界の王」（シュメール語：Lugal kiš、アッカド語：Sharru kish ati）がある。この王号は彼の子孫であるアッカド王達によって踏襲されたほか、アッシリアのシャムシ・アダド1世等によっても用いられた。

## サルゴン伝説

### 誕生伝説
サルゴンは女性祭司（恐らく神殿娼婦）の子として生まれたためその出生を隠され篭にいれられてユーフラテス川に流された。そしてキシュ王に仕えた庭師ラーイブム(La'ibum)に拾われて育った。その後キシュ王ウル・ザババの酌を務める役人としてキシュ王国に仕えることとなる。
ある時サルゴンはサルゴンが女神イナンナに愛され、ウル・ザババ王が溺死するという夢を見た。ウル・ザババはその夢について側近に議論させ、その結果バリク・ティカルにサルゴンを殺させようとしたが女神イナンナによって阻止され失敗した。ウル・ザババはおびえ、ウルクの王ルガルザゲシにサルゴンを殺す事に関して相談を持ちかける手紙を送った。
…これ以降の部分は欠損している…

### シュメール王名表のサルゴン出生説話
サルゴンは庭師の息子であり、酌人であった。彼はアッカド市を建設し、アッカドの王となった。彼は56年間統治した。

### アッシリア王名表におけるサルゴン伝説
サルゴン自身による発言として以下のような話が記載されている。
「母は私を取り違えたため、私は父を知らない。私はアズピラヌで生まれた。私を取り違えた母は秘密裏に私を篭に入れて川に流そうと考えた。そして彼女は増水した川に私を流した。しかし川は私をアッキ（AKKI）の下へと運んだ。それでアッキは私を息子として育てた。アッキは私を庭師にした。イシュタルは私を愛し、4年間にわたって私に王を担当させた。私は城壁を斧で破壊し、山の頂上へと登り、海岸の国を3度攻め、ディルムンを征服した。」
なお、アッシリア王名表はサルゴンをアッシリア人として新アッシリア帝国の創設者の一人とみなしている。

### 他の伝説におけるサルゴン
サルゴンがオリエント各地の都市を征服した伝説が存在するが、その中には実際にはサルゴンが征服していない都市名が含まれていると思われる。また『戦闘の王』と言う伝説では実際にはナラム・シンが行った遠征がサルゴンの遠征として語られている。
アッカド時代に関する伝説は主に建国者サルゴンと破壊者ナラム・シンという対比によったものが多く残されている。